# Darug
Le peuple Darug (également orthographié Dharuk, Dharug et Daruk) était un groupe linguistique (parfois appelé une nation) d'Aborigènes d'Australie qui étaient les habitants traditionnels de la plus grande partie de l'actuelle Sydney en Nouvelle-Galles du Sud. Il y a des divergences sur l'étendue de leur territoire. Certains historiens pensent que les Eoras (également orthographiés Iyura et Yura) qui vivaient le long de la côte étaient une tribu distincte des Darugs. D'autres croient qu'ils faisaient partie de la même tribu. Le territoire qui a été incontestablement Darug était la région de la plaine de Cumberland à l'ouest de Sydney et il s'étendait de Wisemans Ferry, à 75 km au nord-ouest de Sydney, au nord à la région de Camden au sud et des contreforts des Blue Mountains à l'ouest au district de Hills à l'est.
Il y avait certainement un fossé culturel entre les Darugs de l'ouest et le Darugs des régions côtières. Les seconds étaient les katungals ou « gens de la mer ». Ils construisaient des canots et leur régime alimentaire est principalement à base de fruits de mer, de poissons et de crustacés de port de Sydney, de Botany Bay et des rivières avoisinantes. Les premiers étaient « les gens tomahawk » ou paiendra. Ils chassaient les kangourous, les émeus et les autres animaux terrestres et utilisaient des haches de pierre plus largement. Leur héritage linguistique s'est diffusé dans le monde entier grâce au terme koala. On indique quelquefois à tort que le mot signifierait « ne boit pas »

## Clans Darugs
La nation Darug était divisée en un certain nombre de clans qui avaient tendance à vivre chacun dans une certaine zone géographique. Cette zone géographique abritait également leurs descendants. Chaque clan comportait généralement de 50 à 100 personnes. Ce nombre, dans une zone géographique définie, était maintenu au niveau le plus bas nécessaire à la survie du clan. Les gens se mariaient entre clans et donc les différents clans étaient liés entre eux.
Les clans Darugs connus comprennent :
- Wangal
- Kurrajong
- Boorooberongal
- Cattai
- Bidjigal
- Gommerigal
- Mulgoa
- Cannemegal
- Bool-bain-ora
- Cabrigal
- Muringong

La variole introduite en 1789 par les colons britanniques a décimé près de 90 % de la population dans certaines régions.
Leurs voisins étaient les Kuringgai au nord-est autour de Broken Bay, les Darkinjung au nord, les Wiradjuri à l'ouest de l'autre côté des Blue Mountains, les Gandangara au sud-ouest dans les Hautes Terres du sud et les Tharawal au sud-est dans la région d'Illawarra.